# Colepia novaeguineae
Colepia novaeguineae är en tvåvingeart som beskrevs av Daniels 1987. Colepia novaeguineae ingår i släktet Colepia och familjen rovflugor. Inga underarter finns listade i Catalogue of Life.